# Chaquimayu
Chaquimayu (auch: Ch'Aki Mayu) ist eine Ortschaft im Departamento Cochabamba im südamerikanischen Anden-Staat Bolivien.

## Lage im Nahraum
Chaquimayu liegt in der Provinz Narciso Campero und ist die fünftgrößte Ortschaft des Cantón Aiquile im Municipio Aiquile. Der Ort liegt auf einer Höhe von 2277 m am linken, nördlichen Ufer des Río Novillero, der 48 Kilometer flussabwärts in den Río Grande mündet. Am westlichen Rand der Ortschaft befindet sich die Bildungseinrichtung „Unidad Educativa Chaqui Mayu“.

## Geographie
Chaquimayu liegt zwischen den Gebirgsketten der bolivianischen Cordillera Oriental und der Cordillera Central. Das Klima ist geprägt durch ganzjährig frühlingshafte Temperaturen und geringe Niederschläge.
Die Jahresdurchschnittstemperatur der Region liegt bei etwa 20 °C (siehe Klimadiagramm Mizque) und einem Jahresniederschlag von 550 mm. Der Sommer von Oktober bis März weist monatliche Durchschnittstemperaturen von 22 °C auf, kälteste Monate sind Juni und Juli mit gut 17 °C. Von April bis Oktober herrscht Trockenzeit mit Niederschlägen unter 20 mm, der Sommer weist von Dezember bis Februar Niederschläge von 110 bis 135 mm auf.

## Verkehrsnetz
Chaquimayu liegt 256 Straßenkilometer südöstlich von Cochabamba, der Hauptstadt des Departamentos.
Von Cochabamba aus führt eine Landstraße in südöstlicher Richtung durch das Valle Alto nach Mizque, von dort die Nationalstraße Ruta 23 in südlicher Richtung nach Aiquile.
Am Nordwestrand von Aiquile trifft die Ruta 23 an der „Plazuela de la Juventud Aiquileña“ auf die Ruta 5, und hier zweigt eine unbefestigte Landstraße in nordwestlicher Richtung ab, die nach 28 Kilometern die Ortschaft Santiago erreicht und von hier aus zehn Kilometer nach Süden bis Chaquimayu führt.

## Bevölkerung
Die Einwohnerzahl der Ortschaft ist in dem Jahrzehnt zwischen den beiden letzten Volkszählungen um mehr als die Hälfte angestiegen:
| Jahr | Einwohner         | Quelle       |
| ---- | ----------------- | ------------ |
| 1992 | keine Detaildaten | Volkszählung |
| 2001 | 247               | Volkszählung |
| 2012 | 385               | Volkszählung |
| 2024 |                   | Volkszählung |